# Hideki Nomiyama
Hideki Nomiyama (jap. 野見山 秀樹, Nomiyama Hideki; * 28. April 1975 in der Präfektur Kagoshima) ist ein ehemaliger japanischer Fußballspieler.

## Karriere
Nomiyama erlernte das Fußballspielen in der Schulmannschaft der Kagoshima Jitsugyo High School und der Universitätsmannschaft der Kyushu Sangyo University. Seinen ersten Vertrag unterschrieb er 1995 bei Gamba Osaka. Der Verein spielte in der höchsten Liga des Landes, der J1 League. Für den Verein absolvierte er zwei Erstligaspiele. Ende 1997 beendete er seine Karriere als Fußballspieler.